# كريستيان هانسن (كرة يد)
كريستيان هانسن هو لاعب كرة يد نرويجي. مثل منتخب النرويج لكرة اليد. بدأ تمثيل المنتخب في سنة 1995 ولعب معه 57 مباراة حتى سنة 2001. نافس بطولة العالم لكرة اليد للرجال 2001.